# Merodon ambiguus
Merodon ambiguus är en tvåvingeart som beskrevs av Bradescu 1986. Merodon ambiguus ingår i släktet narcissblomflugor, och familjen blomflugor.
Artens utbredningsområde är Rumänien. Inga underarter finns listade i Catalogue of Life.